# Maurizio Turco
Maurizio Turco (ur. 18 kwietnia 1960 w Tarancie) – włoski polityk, deputowany i poseł do Parlamentu Europejskiego.

## Życiorys
Z wykształcenia technik rolnik. Działalność polityczną rozpoczął w 1979, przystępując do Partii Radykalnej, skupionej wokół Marca Pannelli. Pełnił szereg funkcji partyjnych, w latach 80. był m.in. redaktorem oficjalnego biuletynu "Notizie radicali". W latach 90. był zatrudniony jako urzędnik w administracji Izby Deputowanych i następnie w Komisji Europejskiej.
W 1999 uzyskał mandat posła do Parlamentu Europejskiego V kadencji z ramienia komitetu wyborczego zorganizowanego przez Emmę Bonino. Był deputowanym niezrzeszonym, pracował w Komisji Wolności i Praw Obywatelskich, Sprawiedliwości i Spraw Wewnętrznych. Z PE odszedł w 2004.
W 2001 brał udział w zakładaniu nowej formacji politycznej swojego środowiska – partii Włoscy Radykałowie. Z jej ramienia w 2006 (w ramach koalicji wyborczej Róża w Pięści) i w 2008 (w ramach porozumienia o starcie z list wyborczych Partii Demokratycznej) był wybierany do Izby Deputowanych XV i XVI kadencji.